# San'yō
San'yō (japonès: 山陽地方, San'yō-chihō) és una subregió de Chūgoku al Japó. Es correspon amb la meitat sud de Chūgoku banyada per la mar interior de Seto, en contrast amb San'in que és la meitat nord.
El seu nom significa «solana», perquè la regió se situa al solell de la serralada de Chūgoku. Concretament, del nom 山陽, el primer kanji 山 (san) significa muntanya i el segon 陽 (yō) és el «yang» (cosat clar) del principi del Yin i Yang de la filosofia oriental.

## Demografia
Modernament es considera que la regió de San'yō està formada per les prefectures de Hiroshima, Okayama i la meitat sud de la prefectura de Yamaguchi (incloent-ne la capital Yamaguchi i les ciutats principals com Shimonoseki, Ube, Shūnan, Iwakuni o San'yō-Onoda). Antigament també s'hi podien incloure parts de la prefectura de Hyōgo, corresponents a la Província de Harima.
La ciutat principal de San'yō és Hiroshima, que exerceix de pol central de la regió de Chūgoku.